# Townsendia exscapa
Townsendia exscapa là một loài thực vật có hoa trong họ Cúc. Loài này được (Richardson) Porter miêu tả khoa học đầu tiên năm 1894.